# Banda estrecha

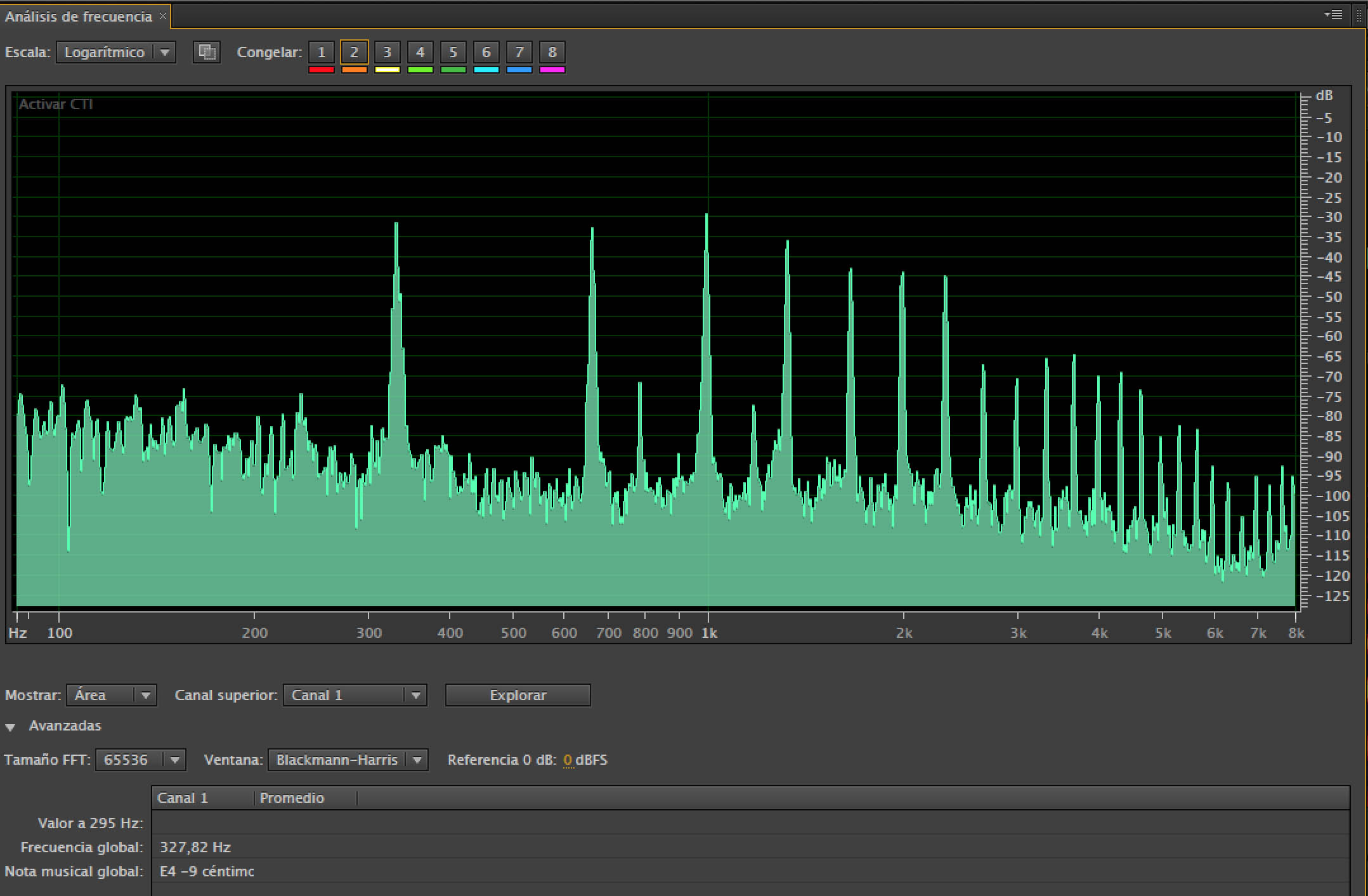
Transmisión de banda estrecha

Las conexiones de banda estrecha en el mundo de las conexiones a Internet hacen referencia a un tipo de conexión que utiliza un ancho de banda muy reducido. La conexión más típica de banda estrecha que existe es la conexión por módem telefónico (Dial-up). Un módem adapta las señales informáticas producidas por la computadora a otro tipo de señal que se puede introducir por la línea telefónica; así mismo, convierte la señal que llega a través de la línea telefónica en información comprensible para el ordenador.
Los módems telefónicos realizan la comunicación en el espacio de frecuencias disponible para una llamada telefónica. Ese espacio es muy reducido, lo que provoca que la velocidad de conexión no supere los 56 kbps (kilobits por segundo). Debido a la baja velocidad que desarrollan, este tipo de conexión recibe el nombre de banda estrecha.
Actualmente, las conexiones por banda estrecha están siendo sustituidas por modernas conexiones de mayor ancho de banda (llamadas conexiones de banda ancha). El hecho de no tener que utilizar el espacio de frecuencias de voz hace que la capacidad pueda ser de 128 kbps o superior. Además, las conexiones de banda ancha permiten mantener la conexión a Internet al mismo tiempo que la línea telefónica es utilizada. Las conexiones de banda ancha más populares son el ADSL y las de Cablemódem.